# Brug 2255
Brug 2255 is een bouwkundig kunstwerk in Amsterdam Nieuw-West.
Deze brug voor voetgangers en fietsers is gelegen in een doorgaande route op de zuidelijke oever van de Machinetocht. Deze watergang heeft allerlei vertakkingen in de Middelveldsche Akerpolder, maar vormt hier de scheidslijn tussen de buurten De Aker Oost en De Aker West. De wandel- en fietsroute loopt van een kom in Osdorp tot de Ringvaart Haarlemmermeer. Die paden liggen grotendeels op maaiveldniveau en hebben ongeveer halverwege een obstakel: het talud van de Lirabrug (brug 1883) in De Alpen en Ecuplein over de Machinetocht. Voor de doorgaande route is een onderdoorgang gemaakt onder de Lirabrug; het stadsdeel vond het noodzakelijk dat wandelaars en fietsers ook een aansluiting moesten krijgen op De Alpen/Ecuplein. Voor het dijklichaam waar die straat en plein op liggen, ligt echter ook het water van de Ecukade. Om de aansluiting en overspanning te verkrijgen werd brug 2256 gebouwd. Vanwege het hoogteverschil tussen maaiveld en dijklichaam en een gangbaar stijgingspercentage kreeg de brug een lange aanloop (circa 80 meter) voor die korte overspanning (circa 14 meter) van het grachtje. In het verlengde van brug 2256 ligt een oversteekplaats en kan men de route vervolgen om even later aansluiting te vinden op het voet- en fietspad dat onder de Liraburg doorgaat. 
De overgang van Ecuplein naar De Alpen wordt verzorgd door een stelsel aan bruggen:
- de Lirabrug; twee overspanningen over de Machinetocht met fietspaden en rijweg
- brug 2254, over het water van de Ecukade op maaiveldniveau
- brug 2255, over het water van de Ecukade op dijklichaamniveau.
- brug 2256, een voetgangersbrug over de Machinetocht

Voor het totaalpakket aan dit soort bruggen voor voetgangers en fietsers maakte architectenbureau Cepezed een soort bouwpakket voor bruggen, waarbij lengte en breedte al naargelang de wensen aangepast kon worden. De overspanning werd daarbij verzorgd door houten balken die om-en-om in de lengte aan elkaar gekoppeld werden door één pen. Daarop werden verzinkt stalen roosters en balusters geplaatst. De bruggen zagen er mooi uit, maar de praktijk was weerbarstiger dan de theorie. De roosters werden glad met regen en/of sneeuw en wind door de roosters liet ze fluiten. De roosters en balusters werden daarop vervangen door een houten brugdek en open leuningen.